# الدوري الصيفي لكرة السلة الأمريكي
الدوري الصيفي لكرة السلة الأمريكي (بالإنجليزية: NBA Summer League)‏، والمعروف أيضًا باسم الدوري الصيفي لاس فيجاس، هو مسابقة خارج الموسم تنظمها الرابطة الوطنية لكرة السلة. تجتمع فرق الدوري الاميركي للمحترفين لتجربة قوائم صيفية مختلفة بدلاً من تشكيلات الموسم المعتادة، بما في ذلك اللاعبين الصاعدين والسنومور واللاعبين التابعين لرابطة الدوري. تتميز جامعة يوتا الصيفية للجاز بفرق الدوري الاميركي للمحترفين، وكذلك بطولة أورلاندو برو الصيفية، التي تعمل من 2002 إلى 2017. يشار إلى هذه البطولات أحيانًا بالدوري الصيفي لكرة السلة عندما يتم ذكرها أيضًا مع موقع مضيفها.

## التاريخ
البطولات الصيفية موجودة منذ عقود. تاريخيا، لم يكن هناك هيكل منظم، مع اتحادات في بعض الأحيان متداخلة وغير منسقة رسميا. في عام 2004، عقدت الرابطة دوري لاس فيجاس الصيفي للمرة الأولى؛ إنه إلى حد بعيد أكبر دوري، حيث شارك 24 فريقًا اعتبارًا من عام 2017. تم عقد دوري أورلاندو برو الصيفي منذ عام 2001. بدأ دوري يوتا للجاز الصيفي في عام 2015، لتحل محل بطولة روكي ماونتن ريفو، وهو حدث أقيم في الفترة الممتدة من عام 1984 إلى عام 2008 قبل أن يستمر في توقف طويل بسبب انخفاض المشاركة. 
تتكون البطولات عمومًا من عدد قليل من المبارايات لكل فريق. على عكس ألعاب التنظيمية لرابطة الوطنية لكرة السلة، التي تستغرق 48 دقيقة، تستمر الألعاب لمدة 40 دقيقة فقط (كما هو الحال في الاتحاد الدولي لكرة السلة / الاتحاد الوطني لكرة السلة النسائية)، بلإضافة للوقت الإضافي على فترات لمدة 5 دقائق (يتم لعب الوقت الإضافي الأول بأكمله؛ بعد ذلك ما يسمى بلموت المفاجئ المباراة). 
قبل بطولات الدوري لعام 2013، لم يتم تسمية أي بطل رسمي في أي دوري، مع التركيز بشكل أكبر على الاختبارات الفردية والتطوير. 
يتم تسمية الأبطال حاليًا لدوري لاس فيجاس، على الرغم من أن أداء الفريق لا يتم التأكد من فعاليته بشكل عام. 
وغالبا ما يتم توقيع اللاعبون الأحرار غير المرتبطون على صفقات الدوري الصيفي، مما يوفر لهم فرصة للتوقيع على عقد خلال الموسم العادي. يمكن لأي فريق التوقيع على اللاعب الحر بعد انتهاء الدوري، وليس فقط اللاعب الذي لعب في الدوري الصيفي. على سبيل المثال، دُعي جيريمي لين، خريج جامعة هارفارد، للعب لفريق دوري دالاس مافريكس الصيفي على الرغم من عدم مشاركته في وقت سابق من العام. في الدوري الصيفي لعام 2010، كان أداء لين جيدًا وتم توقيعه على عقد لاحقًا مع غولدن ستايت ووريورز. 

### دوري لاس فيجاس الصيفي
لعبت بطولة لاس فيجاس الصيفية موسمها الافتتاحي في عام 2004 في ساحة جامعة نيفادا، لاس فيجاس (UNLV)، ومركز توماس آند ماك بستة فرق من دوري كرة السلة الأمريكي للمحترفين: بوسطن سلتكس وكليفلاند كافالييرز ودنفر ناجتس وأورلاندو ماجيك وفينكس صنز وواشنطن ويزاردز - لعب ما مجموعه 13 مباراة. 
مع قيادة وارين لاري، حقق الدوري الصيفي ثلاثة فصول ناجحة حيث زادت المشاركة إلى 16 فريقًا لعبوا أكثر من 40 مباراة في جامعة نيفادا، لاس فيجاس. 
في عام 2007، ربط الدوري الاميركي للمحترفين اسمه لهذا الحدث، مما يجعله الدوري الصيفي «الدوري الاميركي للمحترفين».
في عام 2008، توسعت الرابطة الصيفية إلى 22 فريقًا وبرعاية إي أيه سبورتس. 
اعتبارًا من موسم صيف 2015، أصبحت سامسونج هي الراعي الرسمي للعلامة التجارية هي «دوري سامسونغ الصيفي لكرة السلة الأمريكي».
منذ عام 2018، تلعب جميع فرق الدوري الاميركي للمحترفين في دوري لاس فيجاس الصيفي بأسلوب البطولة النموذجي. 

### جامعة يوتاجاز الصيفية
من عام 1984 حتى عام 2008، استضافت يوتا جاز بطولة معروفة باسم روكي ماونتن ريف. تم إطلاقها كحملة توعية مجتمعية لتشجيع الاهتمام بالجاز في صيف عام 1984 تحت إشراف موظفي العلاقات العامة في الجاز ديفيد ألريد وكيم تيرنر، 
في البداية كان الدوري يدار لمدة ثلاثة أسابيع في شهر يوليو كدوري بديل مع لاعبين من خريجي يوتا، جامعة بريغام يونغ، جامعة ولاية ويبر وجامعة ولاية يوتا.
في عام 1990، بعد إرسال فريق إلى دوري الصيف في كاليفورنيا في الصيف السابق، قام سكوت لايدن، الذي كان حينئذٍ مدير عمليات كرة السلة في Jazz، بدعوة بورتلاند ترايل بلايزرز وفينيكس صنز وسكرامنتو كينغز للانضمام إلى الدوري وانتقل إلى تنسيق كل الدوري الاميركي للمحترفين. 
على مدار العشرين عامًا التالية، شارك ما لا يقل عن أربعة فرق (1990) وما يصل إلى 16 فريقًا (1998)، بما في ذلك المشاركة الدولية الأولى، بورغي روما.
لم يلعب الدوري أي مباريات خلال إضراب تقصير الموسم لعام 1999. 
في عام 2008، كان لدى اتحاد دوري الرابطة الوطنية لفئة التطوير فريق سفراء D-League. عرضت روكي ماونتن ريفو أيضا منتخب إيران لكرة السلة. 
تم استضافة الألعاب في كلية وستمنستر (مدينة سولت ليك)، ومدرسة إيست ثانوية (مدينة سولت ليك)، ومركز دلتا ومنزل ريف النهائي، كلية سولت ليك المجتمعية. كانت The Revue معروفة بشعبيتها، كما يتضح من الحشود المباعة في كل مرة لعبت فيها موسيقى الجاز. كان The Revue من أوائل الدوريات الصيفية في الدوري الاميركي للمحترفين (إن بي أي) لمشاركة مسؤولي الدوري الاميركي للمحترفين، حيث استخدم الدوري الاميركي للمحترفين الدوري لتطوير الحكام والتدريب. 
كانت فرق الدوري الاميركي للمحترفين الوحيدة التي لم ترسل فريقًا إلى فريق Revue مرة واحدة على الأقل هي لوس أنجلوس ليكرز وديترويت بيستونز وواشنطن ويزاردز. 
بسبب انخفاض المشاركة، تم إلغاء الحدث لموسم 2009.    ومع ذلك، أكدت Jazz في نوفمبر 2014 أنها ستحيي الدوري لعام 2015، على الرغم من مشاركة عدد أقل من الفرق. وسيشمل الحدث بوسطن سلتكس، وفيلادلفيا 76، وسان أنطونيو سبيرز، وكذلك الجاز في ست مباريات لمدة أربعة أيام. 

### دوري المحترفين أورلاندو الصيفي
بدأت بطولة المحترفين أورلاندو الصيفية في عام 2002. تم إغلاق ألعابها أمام الجمهور ويمكن مشاهدتها فقط على التلفزيون. حصلت على لقب بطل لأول مرة في عام 2013 حيث فاز أوكلاهوما سيتي ثاندر على هيوستن روكتس 85-77.  في 11 يوليو 2014، فاز فيلادلفيا 76ers ببطولة أورلاندو الصيف 2014 بفوز 91-75 على ممفيس جريزليس. كان دالاس مافريكس هو الأبطال في عام 2017. انتهى الدوري بعد عام 2017 بسبب اتجاه فرق الدوري الاميركي للمحترفين المشاركة في دوري لاس فيغاس.

## الفائزون بأكثر لاعب قيمة لاس فيجاس
| عام  | البلد            | لاعب                               | Pos.                 | الفريق               |
| ---- | ---------------- | ---------------------------------- | -------------------- | -------------------- |
| 2006 | الولايات المتحدة | راندي فوي                          | مدافع مسدد الهدف     | مينيسوتا تمبروولفز   |
| 2007 | الولايات المتحدة | نيت روبنسون                        | لاعب هجوم خلفي       | نيويورك نيكس         |
| 2008 | الولايات المتحدة | جيريد بايليس (توب روكى)            | لاعب هجوم خلفي       | بورتلاند تريل بليزرز |
| 2009 | الولايات المتحدة | بليك جريفين                        | بونت فورورد          | لوس انجليس كليبرز    |
| 2010 | الولايات المتحدة | جون وول                            | لاعب هجوم خلفي       | واشنطن ويزاردز       |
| 2012 | الولايات المتحدة | داميان ليلارد (شارك في أفضل لاعبي) | لاعب هجوم خلفي       | بورتلاند تريل بليزرز |
| 2012 | الولايات المتحدة | جوش سيلبي (شارك في أفضل لاعب)      | لاعب هجوم خلفي       | ممفيس غريزليس        |
| 2013 | ليتوانيا         | جوناس فالانيس                      | لاعب الوسط           | تورونتو رابتورز      |
| 2014 | الولايات المتحدة | غلين رايس جونيور                   | مدافع مسدد الهدف     | واشنطن ويزاردز       |
| 2015 | الولايات المتحدة | كايل اندرسون                       | لاعب هجوم صغير الجسم | سان انطونيو سبيرز    |
| 2016 | الولايات المتحدة | تيوس جونز                          | لاعب هجوم خلفي       | مينيسوتا تمبروولفز   |
| 2017 | الولايات المتحدة | لونزو بول                          | لاعب هجوم خلفي       | لوس انجيليس ليكرز    |
| 2018 | الولايات المتحدة | جوش هارت                           | مدافع مسدد الهدف     | لوس انجيليس ليكرز    |
| 2019 | كندا             | براندون كلارك                      | بونت فورورد          | ميمفيس غريزليس       |

## الابطال
| عام  | الدوري    | بطل                   | النتييجة   | المركز الثاني         | أفضل لاعب في الدوري | أفضل لاعب في بطولة |
| ---- | --------- | --------------------- | ---------- | --------------------- | ------------------- | ------------------ |
| 2013 | أورلاندو  | أوكلاهوما سيتي ثاندر  | 85-77      | هيوستن روكتس          | جيريمي لامب         | جيريمي لامب        |
| 2013 | لاس فيجاس | غولدن ستايت ووريورز   | 91-77      | فينيكس صنز            | جوناس فالانيس       | إيان كلارك         |
| 2014 | أورلاندو  | فيلادلفيا 76ers       | 91-75      | ممفيس غريزليس         | إلفريد بايتون       | إلفريد بايتون      |
| 2014 | لاس فيجاس | سكرامنتو الملوك       | 77-68      | هيوستن روكتس          | غلين رايس جونيور    | راي ماكالوم، الابن |
| 2015 | أورلاندو  | ممفيس غريزليس         | 75-73 (OT) | أورلاندو ماجيك (أبيض) | آرون جوردون         | آرون جوردون        |
| 2015 | لاس فيجاس | سان انطونيو سبيرز     | 93-90      | فينيكس صنز            | كايل اندرسون        | جوناثون سيمونز     |
| 2016 | أورلاندو  | أورلاندو ماجيك (أبيض) | 87-84 (OT) | ديترويت بيستونز       | أرينز أونواكو       | أرينز أونواكو      |
| 2016 | لاس فيجاس | شيكاغو بولز           | 84-82 (OT) | مينيسوتا تمبروولفز    | تيوس جونز           | جيريان جرانت       |
| 2017 | أورلاندو  | دالاس مافريكس         | 83-81 (OT) | ديترويت بيستونز       | دوايت بويكس         | دوايت بويكس        |
| 2017 | لاس فيجاس | لوس انجيليس ليكرز     | 110-98     | بورتلاند تريل بليزرز  | لونزو بول           | كايل كوزما         |
| 2018 | لاس فيجاس | بورتلاند تريل بليزرز  | 91-73      | لوس انجيليس ليكرز     | جوش هارت            | كي جي مكدانيلز     |
| 2019 | لاس فيجاس | ميمفيس غريزليس        | 95–92      | مينيسوتا تمبر ولفز    | براندون كلارك       | براندون كلارك      |

## روابط خارجية
- موقع الدوريا الاميركي للمحترفين الصيفي